# Luis Sinisterra
Luis Fernando Sinisterra Lucumí (* 17. Juni 1999 in Santander de Quilichao) ist ein kolumbianischer Fußballspieler, der seit 2022 bei Leeds United unter Vertrag steht und seit der Saison 2023/24 an den AFC Bournemouth ausgeliehen ist. Der Flügelspieler ist seit Oktober 2019 Nationalspieler.

## Karriere

### Verein
Sinisterra begann seine professionelle Karriere bei Once Caldas in der Liga Águila. Zur Saison 2016 drang er in die erste Mannschaft vor und debütierte am 19. März 2016 bei der 0:1-Auswärtsniederlage gegen Deportivo Pasto in der höchsten kolumbianischen Spielklasse. In dieser Spielzeit kam er in zwei Ligaspielen zum Einsatz. In der nächsten Saison 2017 etablierte er sich als Rotationsspieler und erzielte am 13. Mai beim 2:1-Heimsieg gegen Atlético Huila sein erstes Tor für die Blancos. In dieser Spielzeit bestritt er 22 Ligaspiele, in denen er einmal treffen konnte. In der folgenden Saison 2018 galt er bereits unumstrittener Stammspieler und erzielte bis Mitte Mai in 19 Einsätzen vier Tore.
Am 8. Juli 2018 wechselte er für eine Ablösesumme in Höhe von zwei Millionen Euro zum Ehrendivisionär Feyenoord Rotterdam, wo er einen Dreijahresvertrag unterzeichnete. Bereits am 12. August (1. Spieltag) debütierte er bei der 0:2-Auswärtsniederlage gegen BV De Graafschap für seinen neuen Verein. Dennoch kam er in der Saison 2018/19 nur sporadisch in sieben Pflichtspielen der ersten Mannschaft zum Einsatz. In der Beloften Eredivisie, der Spielklasse für Reservemannschaften, bestritt er elf Spiele, in denen er sechs Tore erzielte. In der folgenden Spielzeit 2019/20 wurde er in der ersten Mannschaft des Klubs von der Maas zum Stammspieler. Sein erstes Tor gelang ihm am 8. August 2019 beim 4:0-Heimsieg gegen Dinamo Tiflis in der Qualifikation zur UEFA Europa League 2019/20. In der Eredivisie traf er beim 5:1-Heimsieg gegen Twente Enschede erstmals. In dieser Saison gelangen ihm in 21 Ligaspielen fünf Tore und sechs Vorlagen. In der Eredivisie 2021/22 konnte der Flügelspieler zwölf Tore für seine Mannschaft erzielen, die am Saisonende den dritten Tabellenplatz belegte.
Am 7. Juli 2022 verpflichtete der englische Erstligist Leeds United den 23-Jährigen mit einer fünfjährigen Vertragslaufzeit. Für die Saison 2023/24 wechselte er per Leihe zum AFC Bournemouth.

### Nationalmannschaft
Mit der kolumbianischen U20-Nationalmannschaft nahm Sinisterra an der U20-Weltmeisterschaft 2019 in Polen teil. Dort kam er in fünf Spielen zum Einsatz, erzielte zwei Tore und erreichte mit seinem Heimatland das Viertelfinale, wo man am späteren Weltmeister Ukraine scheiterte.
Am 15. Oktober 2019 debütierte Sinisterra bei der 0:3-Niederlage im freundschaftlichen Länderspiel gegen Algerien für die A-Auswahl.